# Ейдельман Олександр Лазарович
Олександр Лазарович Ейдельман (Едельман)  (7 червня 1902, Гостомель — 31 жовтня 1995, Нью-Йорк) — піаніст, педагог. Професор (1941).

## Біографічні відомості
У 1923 закінчив Київську консерваторію (клас фортепіано Ф. Блюменфельда, М. Домбровського, Г. Нейгауза).
У 1929 закінчив Державний музично-драматичний інститут імені М. В. Лисенка (фортепіанне відділення інструкторсько-педагогічного факультету).
У 1925–1941 — соліст Української філармонії.
У 1931 році на Всеукраїнському конкурсі піаністів здобув першу премію та звання Лауреата.
З 1925 викладав у Київській консерваторії (в 1934–1941 доцент).
21 червня 1941 року, за день до початку війни, одержав вчене звання професора класу фортепіано.
В 1941–1943 — професор об'єднаної Московської та Саратовської консерваторії.
В 1943–1950 — професор Київської консерваторії.
В 1950–1978 — професор Львівської консерваторії, завідувач кафедри спеціального фортепіано.
З 1978 жив у США. Професор Нью-Йоркського університету.

## Виконавська і педагогічна діяльність
О. Ейдельман належить до кращих представників золотого періоду київської фортепіанної школи поряд з В. Горовицем та Г. Нейгаузом, з якими близько спілкувався в молоді роки.
У 1920 — 1930-х роках він вів постійну концертну діяльність у Києві, Радянській Україні, а перемога на Всеукраїнському конкурсі розкрила перед ним можливість гастролювати цілим Радянським Союзом. Піаніст виступав у Білорусі, Росії, зокрема мав 15 концертів у Москві та 22 концерти в Ленінграді. Побував у Сибіру, об’їздив Закавказзя і Середню Азію. У складанні концертних програм він дотримувався монографічного принципу, зокрема цілими циклами грав композиції Шопена, Ліста, Шумана, Рахманінова, Дебюссі. Виконував твори українських композиторів Косенка, Ревуцького, Степового.
Після війни, боляче травмований загибеллю своїх рідних у Бабиному Яру, О. Ейдельман припинив концерти й зосередився на педагогічній роботі. Був талановитим вчителем, одним з останніх представників романтичної фортепіанної педагогіки. Справив великий вплив на піаністику Львова і Західної України загалом, де залишив після себе ціле покоління високопрофесійних піаністів-педагогів, серед яких К. Хучуа, А. Пушкар-Задерацька, Я. Чорнак, Марія і Лідія Крих, К. Колесса, Е. Туровська, Х. Сковронська, О. Качева, Т. Старух, Ю. Хурдєєва, Л. Спірягіна, П. Юрженко, Х. Гумецька, Т. Слюсар. Методичні засади вчителя плекали в інших містах тодішнього СРСР В. Барбер, І. Царевич, В. Дайч, З. Цукер, Л. Вакаріна, М. Бурцев, О. Сайгушкіна, Ю. Полубєлов.
У США О. Ейдельман був відомий як носій великої піаністичної традиції, і по навчання до нього зверталися піаністи різних національностей, серед яких Ж.-Е. Бавузе, Б. Блох, У. Дунше, Г. Кітаїма, Ю. Осінчук, Д. Рахманов, І. Райхельсон. Та, можливо, найкращим і найвірнішим учнем професора став його син Сергій Едельман – лауреат міжнародних конкурсів, професор музичних академій в Токіо та Амстердамі. 